# Akademia Techniczno-Informatyczna w Naukach Stosowanych
Akademia Techniczno-Informatyczna w Naukach Stosowanych (ATINS), dawniej Wrocławska Wyższa Szkoła Informatyki Stosowanej "Horyzont" – uczelnia niepubliczna działająca w Polsce z siedzibą we Wrocławiu. Uczelnia powstała 20 sierpnia 2004 roku. Została wpisana do rejestru uczelni niepublicznych i związków uczelni niepublicznych prowadzonego przez Ministra Nauki i Szkolnictwa Wyższego pod numerem 301. Utworzenie uczelni związane było z uwzględnieniem najnowszych potrzeb rynku pracy w kraju, ze szczególnym uwzględnieniem Dolnego Śląska, nauczaniem specjalistycznej wiedzy w połączeniu z praktycznymi umiejętnościami, a także ukształtowaniem u studentów takich cech jak: otwartość na świat, szerokie horyzonty, umiejętność przystosowania się do zmieniających się warunków ekonomicznych, samodzielność, kreatywność.
Uczelnia kształci kilka tysięcy studentów na studiach stacjonarnych i niestacjonarnych oraz studiach podyplomowych. Oferuje kierunki kształcenia (Informatyka – I i II stopnia, Automatyka i robotyka – I i II stopnia, Bioinformatyka – I stopnia), po których ukończeniu absolwenci mogą uzyskać tytuł zawodowy licencjata, inżyniera lub magistra.

## Władze
- Rektor – Założyciel: dr inż. Marian Czerwiński, prof. ATINS[7]
- Rektor: dr Ryszarda Getko[8]
- Dyrektor ds. Organizacyjno-Finansowych: mgr inż. arch. Iwona Buś-Czerwińska
- Dziekan Wydziału Informatyki: dr Ryszarda Getko
- Dziekan Wydziału Automatyki i Robotyki: dr Aleksandra Machnik
- Dziekan Wydziału Bioinformatyki: dr Aleksandra Machnik
- Kanclerz: lic. Edyta Błoniarz

Poprzedni rektorzy:
- dr inż. Piotr Kardasz 2018-2024
- dr inż. Tomasz Długosz 2016-2018
- dr inż. Hubert Zarzycki 2014-2016

## Struktura uczelni i kierunki kształcenia
W skład Akademii Techniczno-Informatycznej w Naukach Stosowanych wchodzą aktualnie wydziały:
- Wydział Informatyki
- Wydział Automatyki i Robotyki
- Wydział Bioinformatyki.

Uczelnia oferuje studia pierwszego stopnia: licencjackie (3-letnie / 3,5-letnie) i inżynierskie (3,5-letnie / 4-letnie), a także magisterskie (2-letnie) na następujących kierunkach w ramach studiów stacjonarnych i studiów niestacjonarnych:
- automatyka i robotyka (inżynierskie, magisterskie)
- informatyka (licencjackie, inżynierskie, magisterskie)
- bioinformatyka (inżynierskie).

Szkoła prowadzi również studia podyplomowe z zakresu informatyki oraz kursy i szkolenia: sieciowy Cisco, Fluke Networks, grafiki komputerowej.

## Wydawnictwo
Wydawnictwo Akademii Techniczno-Informatycznej w Naukach Stosowanych powstało głównie w celu uzupełnienia procesu dydaktycznego, a także stworzenia obszaru umożliwiającego przepływ informacji związanych z badaniami naukowymi, a zatem zapewnienia pracownikom naukowym możliwości publikacji swojego dorobku naukowego, a co za tym idzie rozwoju naukowego. Wydawnictwo wydaje Biuletyn Naukowy w serii Informatyka.